# ミキシング・コンソール
ミキシング・コンソール (英:Mixing Console、あるいは Mixing desk) は、複数の音響信号を入力し、それを混合や調整して出力するための装置であり、ミキシングを行うための大型装置である。ミキシング・ボード、オーディオ・ミキサー、音響調整卓、音声調整卓、音声卓などとも言い、略称としては「コンソール」「卓」などがある。小規模のものはミキサーと言うこともある。
厳密な名称の使い分けがあるわけではないが、大型から中型のもの（入力が数十チャンネルのもの）で机（デスク）のような形状になっているものは「コンソール」「卓」などと呼ばれ、入力が4や6チャンネル程度まででデスク形状ではない小型で可搬型のもの、またカラオケ機器やアンプに組み込まれたものなどは、「卓」や「コンソール」と呼ぶのはふさわしくないので、単に「ミキサー」と呼ばれることが多い。
なお、デジタルオーディオワークステーション (DAW) で同様の機能を担う装置やソフトウェアもこう呼ばれる。説明には順番というものがあるので、本項目では従来方式のミキシング・コンソールについてまずしっかりと説明することを優先し、最近登場したDAWの一装置やソフトウェアについては、項目末尾の#DAWのミキシング機能の節で解説する。

## 概要
アナログ方式とデジタル方式
音声信号処理をアナログ処理（アナログ・ドメイン）で行うものと、フル・デジタル処理（デジタル・ドメイン）で行う物に大別される。
アナログ回路のものは電気的に調整・混合を行い、デジタル回路のものはデジタル演算によってそれを行う。
入力段はデジタル・コンソールの場合でも通常アナログ入力だが、フル・デジタル式コンソールの中にはデジタル・マイクやデジタル I/Oなどから直接デジタル信号を入力可能なものもある。
用途に応じて様々なコンソール構成があるが、基本的な機能はほぼ全機種共通している。
操作
各用途ごとに操作が最適化されている機種や、カスタマイズ可能な機種もある。たとえばPAなどで使用されるミキシング・コンソールには録音にも使える機能を持つ機種があるが、逆の場合は機能面での制約があったりするため、トレードオフの関係にある。digidesign社のVENUE D-Showソフトウェアで運用されるPA用ミキシング・コンソールは標準でTDM形式のプラグインが使用でき、ProToolsシステムとの統合が図られており、そのおかげでProToolsHDやLEからのプレイバックをDigiLinkやFireWire400のケーブル一本でコンソールに立ち上げたりまた録音する事が可能である。
他
観客収容キャパシティーが小さい会場や会議室などで使用する目的で開発された小規模型PA用ミキシング・コンソールの中には、設置／撤収作業や機器構成を簡略化する目的でパワーアンプを最終出力段に組み込んだり周辺機器を同胞する機種も存在する(パワードミキサー)。
機能
レコーディング・スタジオ、コンサート会場の付帯施設、映画スタジオ、放送局などに設置されている大型ミキシング・コンソールは、様々な機能や設備が統合され、統括コントローラーの機能を果たしていることは多い。
なお、DAWなどで使えるミキシング・セクションはこの大型コンソールの実装とほぼ同様の機能が同じ様なレイアウトと機能で搭載されている事が多い。DAWがメイン・デバイスとして運用されているスタジオ用に開発された機種やPA用に開発されたDAWベースのコンソールの場合にはコンソール側がDAWのコントローラーとしてのみ機能して、コンソール内では音声処理を一切行わず音声信号はDAW側のオーディオ・インターフェースやCPUで全て処理するなど、機種によってはコンソールの仕組み自体もアナログまたはデジタル・コンソールとは異なってくる。

## モジュールとセクション

### モジュール
モジュールとは主に中型以上のコンソールにおいて機能毎に分かれた回路、回路上の特定の機能をまとめた子基板のことで、ドーター・カードとも言う。1 - 8程度のチャンネルごとに分割された基板と操作パネルの組み合わせである。モジュールをコンソール内の任意の場所に自由にレイアウト出来るコンソールもある。また、筐体から個別に取り外して使用可能でもある。
スプリット型ミキシング・コンソールとしては、API (Automated Processes Inc.) 社のLegacyコンソールのように、HA、EQ、Dynamics、チャンネル・バスなどの各モジュールが機能別に細分化されてコンソール全体が構成されていたり、Neve Electronics社のビンテージ・コンソールのように、HAとEQ、AUXセクションとPANなど各々がある程度モジュール化されている構成になっていたり、1970年代後半のSolid State Logic社ミキシング・コンソール登場まではこのような形態で構成されているものが多かった。但し、スプリット型ミキシング・コンソールの場合にはカスタマー・サイドで作業に応じたモジュール構成をより細かく自由にカスタマイズ出来るというメリットがあるため、放送用とレコーディング用では全く異なった構成になっている物も多い。
インライン型ミキシング・コンソールの場合は、各機能が基盤化され搭載されたモジュール形式で構成されているため「チャンネル・モジュール」と呼ばれる。（Solid State Logicや最近のNeve等）

### セクション
セクションは、特定用途のモジュールの集合体（例: モニター・セクション、マスター・セクション）と、特定の機能がレイアウトされた操作パネル上の区分（例: EQ セクション、Dynamics セクション、Aux セクション）に大別できる。セクションについては次の節で説明する。

## モジュール上の構成と基本機能

### BUS ASSIGN
バス・アサイン。後述される「BUS」へ音声信号の流れを選択するためのスイッチ群がバス回路分搭載されているセクション。この中にはSTEREO BUS関連のL、R、Ls、Rs等も選択できるようになっていて、コンソールのステータスがミキシング・モードにおいてはSmall FaderなどからSTEREO BUS関連への出力先としてLarge Faderとは別のバランスを組んだりする時などにも使用できる。電気接点を伴う小型スイッチの集合体で構成されている場合と、Focusrite、AMEK、Euphonix、一部のNeve等では電気回路でバス・アサイン操作を実現出来る機種があり、接点不良などからくる信号経路の断絶問題や電気接点を省いて音質向上を考慮した機種として存在する。マルチトラック・レコーダーを用いた録音使用時には、各フェーダーからの音声信号を各トラック毎に振り分ける機能が主となるが、ミキシング時などにおいてはGroup Out (Bus Out) に接続された外部エフェクターへの送信用アサインとしても使用される。

### HA
HAとはHead Amp（プリアンプに分類される）の略であり、音声入力信号をコンソール内部のオペレーティング・レベルやレコーダーへの適正録音レベルになるように調整する増幅回路の一種である。マイク出力あるいはライン・レベルからの入力信号を扱うが、機種によっては増幅回路の利得可変幅を大きく取ってマイク・レベルからライン・レベルまでを一つのアンプで対応可能にしているものが多い。外部からのノイズ混入防止対策としてHA部分でRF帯域以上をカットするなど帯域制限をおこなう場合がある。付加機能としてはコンデンサー・マイク稼働用のファンタム電源供給スイッチ、PAD（固定減衰器）、HPF/LPF（簡易型）、位相反転（フェーズ・リバース）スイッチなどがHA機能の中に含まれる場合がある。 このHA部分だけを取り出して単体機種として使用する場合もあり、レコーディング・スタジオなどで使用される有名な機種としては「Neve#1073」「Neve#1081」「API 512c」「Focusrite ISA 110」などがあり、異なるメーカーのコンソールと組み合わせて使用される事もある。

### DYNAMICS
ダイナミクス。Solid State LogicやNeveなどの大型コンソールにおいてはチャンネル・モジュールにコンプレッサー、リミッター、ノイズ・ゲートなどを装備した機種がある。ただし操作パネル上のレイアウトの制限であるとか内部の回路スペースの制約などから個別単体機種ほどの制御機能は持たないこともある。Solid State Logicコンソールなどの場合にはサイド・チェーン（外部入力による制御感度設定などの機能）としてEQをインサートすることによりディエッサー（子音やクリック音に特化したリミッター）代わりに使用可能な機種もある。コンソールに内蔵されるダイナミクス・セクションは単体個別機種のように信号制御と増幅に真空管を用いたり、信号処理に対する制御レベル検出のためにフォト・カプラーなどの光学式を用いる事はあまりなく、基本的にはVCA (Voltage Controled Amplifier) で制御された信号処理となる。Solid State Logicコンソールに搭載されているダイナミクス・セクションにはdbx社のVCAモジュールを搭載しているため、dbx社の単体機種にサウンドや処理が酷似している面もある。隣り合うチャンネル・モジュールとのリンク動作を可能にするスイッチが搭載されている機種もあり、その場合は完全なリンクでなく閾値のみリンクされる機種と、片側が完全にSlave状態で動作する機種とがある。

### FILTER
フィルター。EQのように音色補正目的などの積極的な音作りに用いるのではなく、不要な帯域や空調ノイズなどの信号を減衰させるための機能である。HPF（ハイパスフィルタ、低域減衰、高域通過）とLPF（ローパスフィルタ、高域減衰、低域通過）の2種類が用いられ、減衰される定数は固定または設定可能な機種がある。廉価版の機種ではフィルター自体が省略されるか、HAの一部として周波数固定のHPFなどが各モジュール毎に装備されている機種もある。高級機種になるに従いHPFの周波数選択あるいは周波数可変機能やLPFの装備、並びにルーティング（接続順位）の自由度としてモニター系あるいはダイナミクスのサイド・チェーンへの挿入が可能となる機能が追加される。

### EQ
EQとはイコライザー（= Equalizer、音色等価回路）の略称であり、入力された音声信号を音色補正したり積極的に音質変化させるための機能を持つ回路。EQの種類にはシェルビング型（ベル・カーブ = ベルを横にしたような可変形態）、ピーク型、パラメトリック型などに大別できる。可変設定な周波数が3ポイントある3ステージ型、4ポイントある4ステージ型などが多い。トランジスタを利用したディスクリート・タイプ、トランジスタが集積回路になったIC基盤を用いたタイプ、そして古くには真空管を利用した機種が存在する。( EQ操作や特性に関しての詳しくはイコライザーを参照 )

### INSERT
インサート。コンソール内の音声信号系へ直列にコンプレッサーやリミッター、またはEQなどの外部機器をパッチパネルなどを経由させてインサート（挿入または割り込み）させるために設けられた入出力回路で、一般的にはチャンネル及び各マスター出力に対して個別にインサート・ポイントが用意されている。コネクター部分でノーマル接続とし、モジュール自体やパッチパネルなどへコネクタを差し込むことによって強制的に回路内へ割り込みをかけるタイプと、モジュール側にインサートのON/OFFスイッチを持つタイプで、この方式はSolid State LogicやNeveなどの大型コンソールで、パッチベイまでの信号経路が長く引き回される場合に採用されている。インサート入出力のPREとPOSTをスイッチによって切り替えられる機種が多く、PREではダイナミクス回路後でEQ回路前で音声信号を入出力し、POSTではダイナミクス回路とEQ回路後でフェーダー手前にあるAUX回路やPAN POT回路前で音声信号を入出力する。PREかPOSTのどちらから取り出すかによってインサート入出力させた機器の調整方法や設定レベル特性などを選ぶ事が出来るため、求める用途に応じた選択やエンジニアの好みなどでPREかPOSTを選ぶ事もある。機種によってはインサート入出力のPREかPOSTの設定をモジュール内部のジャンパー線などで設定しなければならない物もある。

### AUX SEND
Small FaderまたはLarge Fader以外から補助的に外部または内部エフェクターや関連デバイスに各チャンネル毎の音声出力を個別に取り出し、リバーブレーターやディレイなどのエフェクターを掛ける際に使用し、複数の音声信号出力経路が用意され、出力調整用のトリムまたはフェーダー部分とその出力回路を指す。PAで使用の際、ステージ・モニター・エンジニアとモニター専用コンソールを使用せずハウス・エンジニア一人で会場でのミキシング作業全てを行う場合などには、ステージ上の演奏者などへのモニター用FB（フォールド・バック）として別バランスのミキシング・バランスを送る際にもMATRIX回路ではなくAUX SEND回路を使用する事がある。会場全体向けのハウスPAのバランスとステージ用モニター・バランスを統括して1台のコンソールで行う事を前提としたコンソールには、モニター送り専用として通常のコンソールとは異なり、ミキシング・セクションとは別にMATRIX回路など数多くのセンド用回路が搭載されている機種もある。

### PAN POT
パン・ポット。パノラマ・ポテンショメータの略で、バス間のレベル差によって音像の定位を設定することが可能になる音量バランス機構を持つ回路と回転ノブで構成されている回路。ステレオ・バスまたは複数のグループ・バスに対して信号を分割配分し、一般的にはSTEREO BUS関連のL、R、Ls、Rs間やグループ・バスの奇数/偶数 (odd/even) 間で信号を分配する。まれに奇数/偶数とは無関係に信号を分配できる機種もある。サラウンド対応の場合はL、C、R、Ls、Rsへの定位を容易に行うため、ジョイ・スティックを搭載したサラウンド専用パン・ポットも存在し、映画向けやライヴDVD向け用途などの場合にはフロント・チャンネルのL/R間に独立したセンター出力とサラウンド用の5チャンネル分の回路が必要となるため、回路が通常のPAN POTより複雑になる。

### PFL / AFL
PFL (Pre Fader Listening) はフェーダーで音量を調整される「前段」の信号を、ソロで聞くためのソロ・モニター・モードであり、AFL (After Fader Listening) はフェーダーなどで調整された「後段」のSTEREO BUSやGROUP BUSなどへ音声信号が流れる手前の信号をソロで聞くためのソロ・モニター・モードとして使い分けられる。それぞれの使途は、各トラックまたはモジュールの音をミキシングしているチャンネルから任意に選んで個別に確認する際に音声信号がどの段階の物を聴くかで、音源処理の個別確認やノイズ混入などの問題が発生した際には機材の順番だったり問題の解決方法などによりPFLとAFLを任意に切り替えて使う。一般的にはPFLでは入力されている音声信号をミキシング段階手前でチェックする目的において使用する事が多く、AFLの場合はミキシング後に出力されている状態をチェックする為などに使い分けられている。

### FADER
フェーダー。ミキシング・コンソールにおいて一番重要な役割を果たすセクションで「STEREO BUS」「GROUP BUS」などの出力先回路に対しての音量調整に用いるポテンショメータ回路を利用した音量調整回路と調整デバイス一式の総称。スライド式（直線動作型）とロータリー式（回転動作型）のフェーダーに大別され、一般的にはスライド式を「フェーダー」、ロータリー式は「ノブ」または「トリム」などと呼称される事もある。アプリケーションによっては抵抗切替式ATTを用いていた事もある。可変抵抗の集合体で組まれた回路やVCA (Voltage Controled Amplifier) 回路などを用いた電子部品で構成された音量調整装置であり、運用面での耐久性、耐候性が操作部品に要求される装置である。コンピューター・オートメーション並びにフェーダー・グルーピングを実現するためにVCA回路やフェーダー自体に超小型制御モーターを組み込む場合などがあり、APIやSolid State Logicなどのコンソールに用いられているVCA制御式フェーダーの場合にはプラスティックで出来た操作つまみが指先での音量操作部分に搭載されているが、超小型制御モーターを組み込んだFlying FadersやGML社製のAutomation System等のムービング・フェーダー型の場合には、操作する人と接触している部分の指先などで機器との間における静電容量差を検知してデータ入力操作の有無を検知するため、金属製または金属コーティングされた操作つまみが搭載されている。音声信号を増減させる上でフェーダーの位置はリニア（増減率が直線的）な特性にはなっていない事が多く、実質多用するレベル周辺を中心に調整しやすいような増減特性に設定されている。フェーダー位置でのゼロ位置（ヌル点）あたりは増減に対する変化率が少ないが、フェーダー下部は増減特性が大きくなるようになっているため、フェーダー下部での音量微調整はしづらくなり、録音されているレベルやモジュールに入力される音声信号のレベルが大きすぎり小さすぎたりすると、ヌル点近辺でのフェーダー操作とは感覚的に異なってくるため、ある一定の慣れが必要になってくる。

### MASTER SECTION
マスターセクション。マスター・フェーダー、マスター・バス・コンプレッサー、モニター音量調整セクション、モニター・セレクション・スイッチ群、REC/MIXなどコンソールのステータス切替部分などを含み、コンソールの最終出力などを統合的にコントロールする為のモジュールまたはセクションの総称。このモジュールでは数多いチャンネル毎にフェーダーでミキシング操作によって音量調整された音声信号をコンソールから最終出力する為の回路でもあるので、ミキシング・バスなどの音声信号特性もこの部分の特性（キャラクター）に依存する事が多くなるため、大変重要なセクションとなっている。マスター・バス・コンプレッサーやパッチャブル・ダイナミクス・ユニットなどが搭載される機種があり、マスター・バス専用のコンプレッサーの場合にはチャンネル・モジュール毎に搭載されている物に比べ調整範囲が広く、音質特性もマスタリングなどで使用される機種に準ずるほど高品位な物が搭載されている場合がある。一般的にはモニター・セレクション・スイッチ群がパネル上に搭載されている場合が多く、モニター再生系の調整部分と連動して使用される。コンピューター・オートメーションでのミキシングを行う際に用いるオペレーティング用各種デバイスや、テープ・レコーダーやVTRなどの操作スイッチやシンクロナイズ操作用スイッチもこのセクション内に搭載されている事が多く、ミキシング・コンソールから外部機器を統合的に操作する機能がまとめられているため、チャンネル毎のモジュール幅に比べ8チャンネル分ほどの幅を要するセクションにもなっている。トーク・バックなどのコミュニケーション・デバイスもこのセクション内に搭載されているため、レコーディング・セッションにおける重要な役割を果たしている。

## 出力関連の仕様など

### DIRECT OUT
ダイレクト・アウト。フェーダー操作後の音声出力（フェーダーのワイパーからフェーダー・バッファー・アンプを経由した出力）をバス回路を経由させずに直接外部に取り出す為の出力である。用途としてはミキシング・バランスの中から特定のトラックを別の音声グループに構成してSTEMミックスとして取り出したり、バス回路を通過させずに直接レコーダーへ接続する事で、回路をいくつかバイパスさせる事による音質向上を求める際などに使用される事がある。

### BUS / GROUP
混合したいくつかの音声信号を1つの信号系統にまとめるための回路。小規模の音声調整卓でも複数のBUSが用意されており、「AUX BUS」などと呼ばれる。どのバスにどの信号をどれだけ混ぜて送るか調整し、「メイン出力 (STEREO OUT)」とは違うバランスでミキシングした音声信号を取り出す事もできる。「Group」も「BUS」とほぼ同じ概念だが、「Group」は最終の「メイン出力」をミックスする「前段階」的な配置（同義語としてSTEMミックス）になっており、ミキサーの規模により数が異なるが4 - 32のGroupにまとめられた信号を、各Groupのグループ・マスター・フェーダーが並んだ「マスター・セクション」で最終的なミキシングを行い、「メイン出力」を調整して作り出したり、別々の音声トラックとして使用する。「Group」はマルチトラック・レコーダー (MTR) への出力に使われたり、PA用途では楽器群のまとめ、ドラムスに立てた10本のマイクロホン信号を1 - 2本のGroupにまとめておくなどの使い方にもよく利用される。

### TAPE / GROUP / MONITOR
この部分はパッチ・ベイ上での表記を元とするが、コンソール上やパッチ・ベイ上での表記方法はコンソールの生産国やメーカー毎に微妙に異なっている場合があるので、機種毎の確認は必要となってくる。

#### TAPE
各種マスター・レコーダーやマルチ・トラック・レコーダーからの入出力がRouting上にある場所に対して「TAPE」という表記になっている場合が多く、このパッチング・ポイントは「TAPE IN」という概念で各種レコーダーへの入力ポイントとして扱われている事が多い。

#### GROUP
Solid State Logic社製コンソールの場合1 - 32 chの「BUS OUT」が「GROUP」という黄色いラベルの貼られたパッチ・ポイントにあたり、レコーダーへの入力用出力としてだけではなく、チャンネル・モジュールへのダイナミクス系制御用サイド・チェーン入力用としての出力取り出しポイントとしても使われる。

#### MONITOR
このポイントはインライン型及びスプリット型コンソールのどちらにも存在するパッチング・ポイントとなるが、コンソールのモニター・セクションへの入力用パッチングさせるためのポイントとなっている。Solid State Logic社製などのインライン型コンソールの場合にはMASTER SECTIONでのステータスによって、音声信号が立ち上がる場所は変わってくるため、SMALL FADERに立ち上げたいのかLARGE FADERに立ち上げたいのかはその都度変わるため、このMONITORという表記のパッチング・ポイントに入力した音声信号の行き先はステータスとの相関関係にある。

### MATRIX
マトリックス。大規模ホールなどで採用されているPA用ミキサーコンソールに付加されていたり、連絡系に使用するミキサーにある機能。多数のAUX BUSで、バランスやミックスされた信号に内容の違いを作った上で、送出先（ホール外のロビーやホワイエ・楽屋・舞台照明操作室・舞台設備操作室など）によって、どのBUSの信号を送り出すかをスイッチで操作する機能。

## その他の機能や仕様

### メーターなど監視機能
指針式のアナログ・メーターと、プラズマ型またはLED配列型バー・メーターに大別されるが、平均レベルを読む場合には従来のアナログ式メーターの方が視認性に優れているため、チャンネル毎にはバー・メーターであってもミキシング・コンソールのマスター・セクションにはStereo及びSurround用のアナログ・メーターが搭載されている機種も多い。デジタル・コンソールの場合やDAW等の場合にはプラズマ型またはLED配列型バー・メーターが多く、廉価型の小型ミキサーの場合には生産コストや収納スペースなどの関係からLED配列型バー・メーターが多く使われている。バー・メーターにはPeak Level（突出レベル監視用）とAverage Level（平均レベル監視用）やスペクトラム・アナライザー（周波数の棒グラフ表示）に切り替えて使用できるタイプがあり、デジタル・レコーディングの現場では録音平均レベルよりも上限レベルがヘッド・ルーム内に収まり入力限界値を超えないように監視する意図が多いため、ヘッド・ルーム表示対応型のバー・メーターが多く使われている。

#### VU メーター

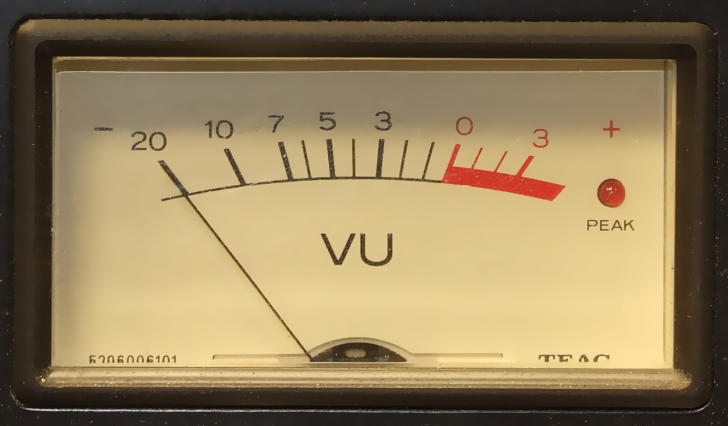
指針式VUメーター

「ブイユー（英語ではvee-you）」と読む。直前に流れた信号の0.3秒間の平均値を指示するメーター。聴感に近い値を示す一方、打撃音など瞬間的な信号を捉えるにはあまり向いていない。

#### ピーク・レベル・メーター
信号の値をリアル・タイムに指示するメーター。出力レベルを電気的に適正にしたり、最大値を超えないようにするのに用いられる事が多い。プラズマ型またはLED配列型バー・メーターの場合にはピーク値を任意の秒数、維持表示させる機能も設定できる。

#### スペクトラム・アナライザー
信号の値を周波数ごとに分割して表示するもので、略してスペアナとも呼ばれる。コンソールに搭載されるものとしては、ハイエンドのデジタル・システムに於いてFFT方式のスペアナをディスプレイに呼び出す機能を搭載したものがある。Solid State Logic社製コンソールのバー・メーターに搭載されている機能では最大表示ゲインを10dB高く表示させる事が可能になっていて視認性と確認性を高めていたり、スペクトルのピーク値とアベレージ値の表示切り替えが出来るため、表示させたい状況に応じて任意に切り替える事が可能になっている。

#### コンピューター・オートメーション
内蔵あるいは外部のコンピューターにより、コンソールのフェーダーを始めとするパラメーターを時系列にそって連続的またはイベント毎（操作ポイント）に記録し再現する機能で、簡易的にはフェーダーのポジションを記録するだけだが、デジタル・コンソールやDAW、または最新アナログ・コンソールではEQやPAN POT、エフェクトのパラメーターにいたるまでコントロール可能になってきている。レコーダーと同期させるためにはSMPTE タイムコードを用いるのが一般的であるが、DAWなどの場合にはセッションのタイムベースを基準に取り扱っている。アナログ・コンソールでは制御素子としてVCA、DAコンバーター、制御モーターなどを用いる。VCA式フェーダーでのオートメーションは古くから普及していて、APIが最初に搭載した事でも有名だが、音声信号がVCAという回路を通過する事によって起きる音声信号の変化を嫌う向きもあり、VCAミキシングを好まないエンジニアも存在する。超小型制御モーターを使用したムービング式フェーダー・オートメーションの場合にはVCA回路などを使わず、フェーダーを直接超小型制御モーターによって動かしてミキシング・データーを記憶及び再現するため、VCAによって音質変化する事を好まないエンジニアにとってはムービング式が好まれている。ただしVCA式に比べ普段のメンテナンスやモーター精度の調整などに費やす部分の負担が大きく、沢山の制御パーツと複雑なハードウェアを要するためにコンソール自体も高額になっている。SMPTEを使用するアナログ・コンソールでのミキシング・オートメーションの場合には時代によってデーターを再現させるときの時系列を扱う時間軸分解能には違いがあって、1フレーム単位 (33.333ms) 精度かそれ以下の時間軸内で起きたイベント情報（フェーダー・レベル値の推移）しか再現できなかったりしたが、最近ではサブ・フレームとして1フレームを80 - 100分割して細分化した時間軸情報を用いてオートメーションを記録及び再生しているので、ほぼリアル・タイムでイベント情報の再現性がある。

### 各種リモート・コントロール
API、Solid State Logic、Neve、Focusrite などの大型コンソールの場合には前出MASTER SECTIONのパネル上にコンソールと接続されている2トラック・マスター・レコーダー、マルチ・トラック・レコーダー、各種Video機器などのトランスポート系（Play/Stopなどの走行系）を制御するためのスイッチ群などが付属していて、コンソール側から全ての機器を統括管理できるようになっている。また、Solid State Logicなどの場合には各チャンネル・モジュール毎にマルチ・トラック・レコーダーのRecord Enableスイッチ（録音スタンバイのON/OFFさせる部分）が付属していて、マルチ・トラック・レコーダーのチャンネル毎にEnableを変えて、MASTER SECTIONにてトランスポート系をコントロールする考え方のコンソールが1970年代終わり頃から定着している。このスタイルはProToolsなどDAWでは、チャンネル毎のRecord Enable切り替えスイッチ機能として取り入れられている。 

### 同期系入出力
上記リモート・コントロール・セクション内にはコンソールと接続されている各種レコーダーなどのトランスポート系が付属しているが、それと同時に同期運転（シンクロナイズ）に関する設定パネルや同期運転関連のトランスポート系をON/OFFさせる為のスイッチ群が付けられている場合もある。そしてそれら同期運転に関わるSMPTEまたはハウス・シンクなどの同期信号を入出力させるパッチ・ポイントがこのセクションに相応してトランスポート系のパッチ・ベイなどに用意される。基本的にはこの装備に関してオプション扱いになっている事が多いが、映画スタジオ内、MAスタジオなどの場所ではこのセクションが中心的役割を果たしている事が多い。

### 内蔵エフェクター
ミキシングなどにおいて多用される「残響系エフェクト（リバーブ）」などのエフェクト（効果）装置を小型化し、ミキサー内部に内蔵させた機種が多く発売されている。

### リコール、シーンメモリー、スナップショット
静的にコンソールのセッティングを記録させる。時系列による連続的な変化は下記のオートメーションにより行う。SSLやNeveなどで使われていたリコール機能はコンソール上にあるモジュール及びマスター・セクションの全てのつまみを記録していて、リコール時にはリコール専用の画面に切り替わった状態を見ながらリコールさせたいチャンネル毎のつまみをオペレーターが動かし、画面上でつまみが記録させた物と現状が一致するように１つずつ数百数千もあるつまみを可変させなければならないため、リコール準備だけでもかなりの労力を要する。Solid State Logicの場合は早くからこの機能を搭載する事が出来ていて、トータル・リコールという名称でオプション選択が可能となっていたが、欧米ほど全体的には普及せず、何箱かの複数スタジオがある大規模スタジオでの運用が多かった。

### パッチベイ
録音スタジオや大型PA用のミキサーコンソールでは、「裏側に回ってコネクタを抜き差し」するのが非能率的なので、必要に応じて入出力機器の接続を容易に変更できるよう、すべての入出力端子をミキサーコンソール脇か、別に配置した機器盤（ラック）に配線し用意する事が多く、あらかじめ接続された回線をパネルにまとめられた接続ポイントをまとめた部分の名称。ミキシング・コンソールを中心とした機器間の接続関係が直接目視確認できる利点もある。使用されるコネクタは多岐にわたり、用途に応じて選択する。使用するコネクター形式としては110号（音響用の標準プラグ・ジャックに似ているが先端が尖っておらず丸い。径は同じなので挿さるが形状が違うので接触不良になる）、TRSフォン（標準サイズで3極のプラグ）、バンタム等が一般に用いられる。
特に実装密度の高いバンタムは大型のミキシング・コンソールにおいて標準装備になっている。

### 電源部
電源部はアンプやエフェクター類から表示までの全機能へ電源電流を供給するための回路であり、すべての機種で備わっている。電池駆動する携帯型の小型機種を除けば、概ね商用交流電源を電源コードで受け入れ、内部のトランス等で直流へ変換している。ミドルクラス未満では、コンソールに内蔵するものが多いが、ミドルクラス以上では、電源ユニットだけ独立するものがある。またミドルクラス以上でも特に実演時に故障すると大問題となるステージや生放送に用いられるものでは、複数の電源ユニットを併列運用しておいて、1つの故障でもトラブルなく継続運用できる機種が多い。

## 用途別コンソール分類

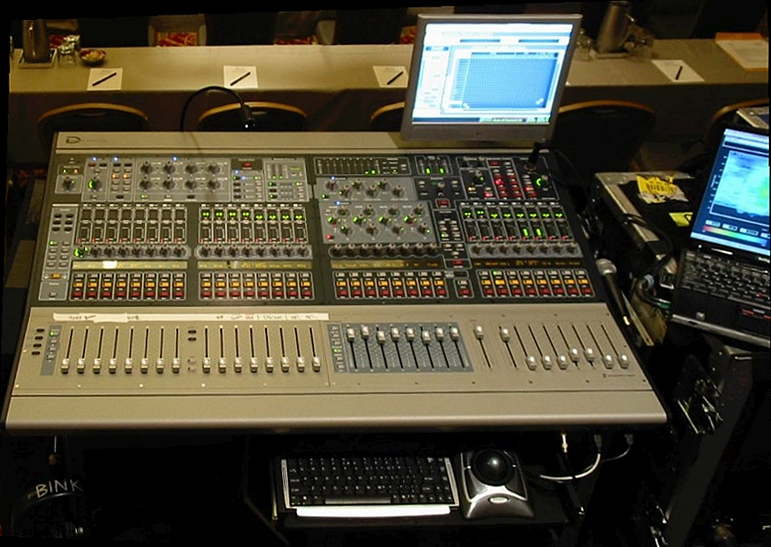
digidesign社製PA用コンソール

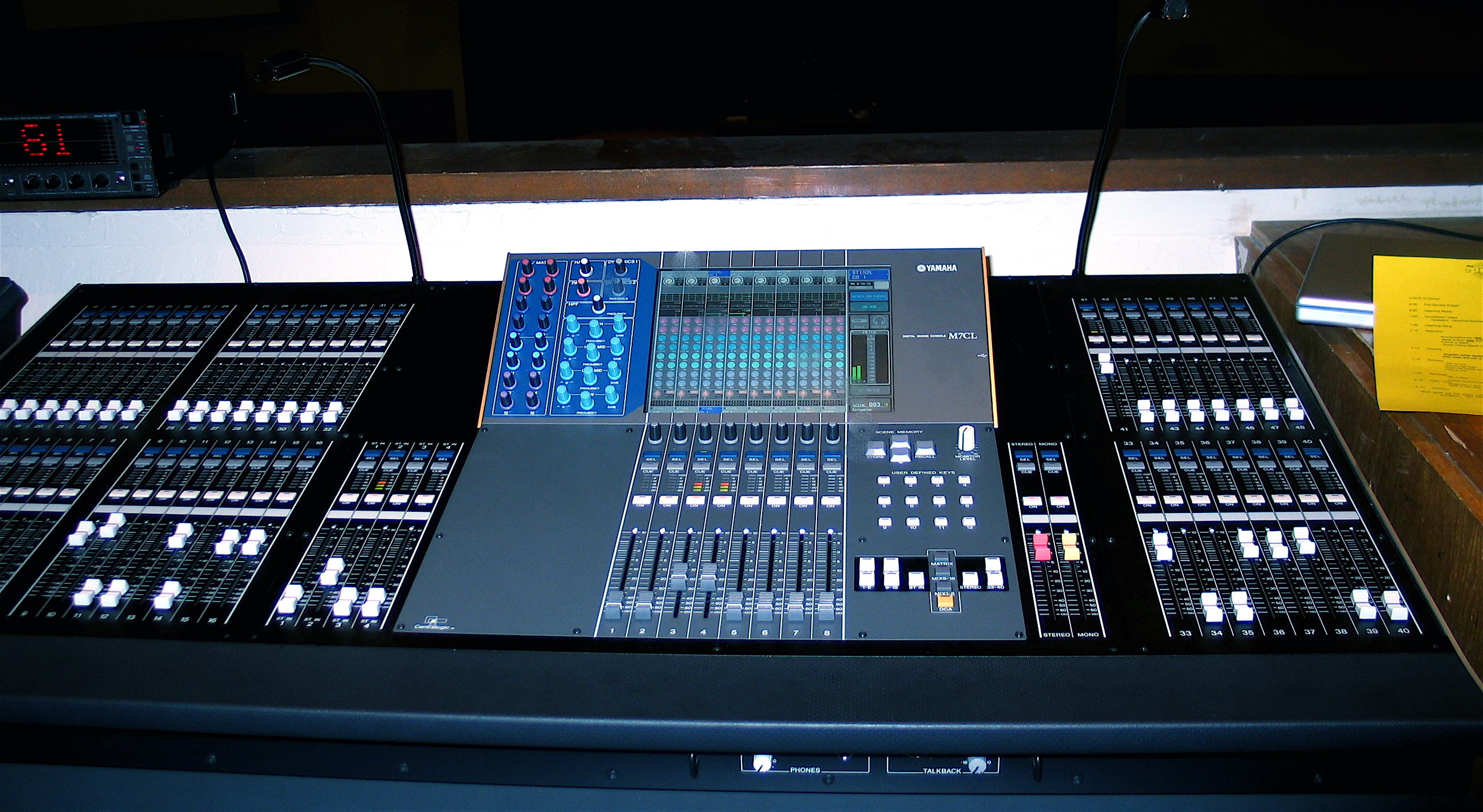
YAMAHA M7CL、フル・デジタルPA用コンソール

### 音楽録音用
レコーディング・スタジオやコンサート・ホールなどでのマルチ・マイク音源に対するミキシングや、マルチトラック・レコーダーと組み合わせて多重録音作業を円滑にこなすことを念頭において設計されたミキシング・コンソール。対象とするレコーダーによって必要とされるBUS/GROUP OUTの構成が異なる。8 - 48 BUS程度のマルチトラック・レコーダーとの録音再生信号とマイク出力またはライン入力などの信号を同時に扱う為にモニター・セクションの扱いに関していくつかのアーキテクチャーが考えられた。チャンネル・モジュール毎にマルチトラック・レコーダーの録音モードを管理する機能が装備されている場合もあり、その点においては他の用途とは異なった構成にもなっている。アナログ、デジタル、双方を組み合わせたハイブリッド型、DAWインターフェース機能を持つコントローラー型など様々な機種と製造メーカーが有り、コンソールの規模も大小様々な物が存在している。

### コンサート及びライヴ用
コンサート、イベント、演劇などの会場におけるステージ及びオーディエンス向けのPAシステム用に設計開発された機能で構成されるミキシング・コンソール。大人数向けのPAシステム用のコンソールはレコーディング・スタジオ導入の機種と規模的にあまり変わらないほど大型のフレームになるが、広義的なPAという観点から見ると小規模会場向けの簡素なものからカラオケなどで使用されるボーカル・ミキサー的な物までをこの分野に分類する事が出来る。PA用と音楽録音用のコンソールではチャンネル・モジュール内のレイアウトや機能などにあまり差がない機種もあるが、録音用のようにマルチトラック・レコーダーへの数多いバス・アサイン・スイッチとバス回路が存在せず、その代わりにいくつかの楽器構成やマイク構成をとりまとめる役割のマトリックス・バスが存在して、マトリックス・グループを組んでミキシングを容易にする回路が搭載されている。
その他の部分としてはステージ・モニター用で使う事に特化されたコンソールにおいては、数多いFB回路（=フォールド・バック、モニター用センド）が搭載されていて、ミュージシャン毎に設置されたモニター回線へ各々個別のバランスでのモニター返しや、ステージ・サイドなどへの全体バランスを考慮したモニター返しなど、様々なルーティングを設定可能になっている機種もある。ステージ・モニター専用コンソールを使用せず1台のコンソールでステージ用と会場のオーディエンス向けハウスPAをこなす場合のコンソールはより複雑なオペレーションを求められるため、マトリックス・バス回路の設計やグループ・マスター・フェーダーの特性など、音楽録音用と比較すると似て非なる構成になっている場合もある。PA用においてもアナログ、デジタル、双方を組み合わせたハイブリッド型、DAWインターフェース機能を持つコントローラー型など様々な機種と製造メーカーが有り、コンソールの規模も大小様々な物が数多く存在している。

### DJ ミキサー

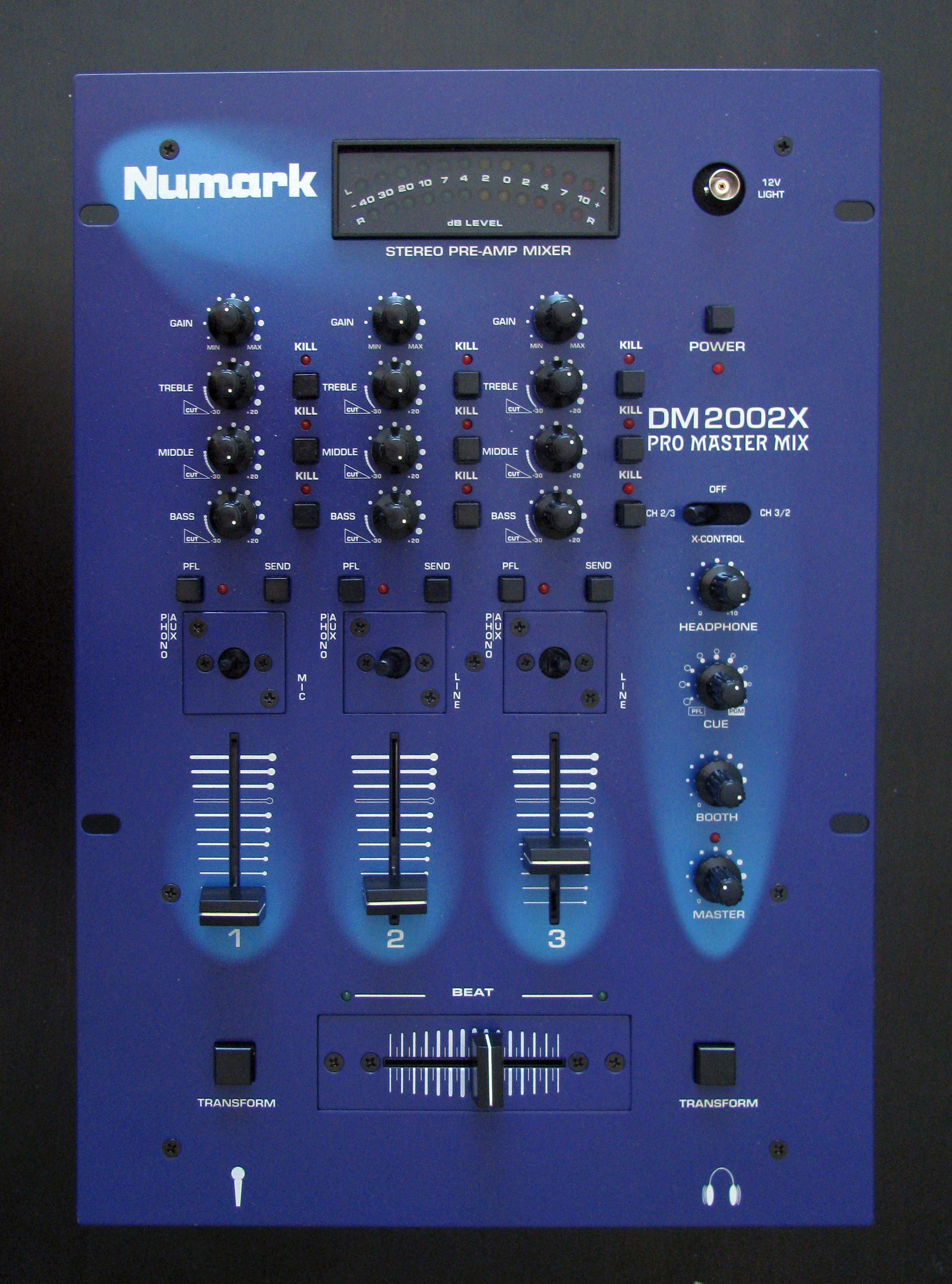
DJミキサーの例。Numark DM2002X Pro Master Mix

1990年代からクラブのDJ ブース内に設置するのを前提とされたDJ用機能を持つ小型コンソールが発売されるようになった。DJ ブースで行われる即興のDJ ミックスが流行してきたため、それまでは既製のコンソールを改造して使用していた形態を製品化させた物になっている。マイク入力用の回路と会場で流すために用意されるCDなどの音源やシンセサイザー類の楽器音源を入力する回路と、ミキシングしながらリバーブレーター、ディレイ、フランジャーなどのエフェクターを掛けたりするためのセンド機能、曲と曲を瞬時にクロス・フェードさせるため、横方向にスライド可能なフェーダーなどが搭載されていて、DJ ミックスに特化した仕様になっている。ミュージシャン・ブースでの音響演出パフォーマンスを行うことで有名なアーティスト・バンドとして、ケミカル・ブラザーズ、小室哲哉、キース・エマーソン、ダフト・パンク、クラフトワーク等が挙げられ、トランス系バンドの場合にはステージ上にDJ ブースが複数設置されているケースもある。

### 放送用
番組収録スタジオなどでの生放送対応の場合は、故障時に番組の中断を最低限の被害で避けるために電源の多重化や、電源を投入したままでモジュールの交換が可能な構造になっている。ミキシングも2系統が別々に設定できて異なるバランスで送出できるように2系統のフェーダーとBUS/GROUP アサインで複数のルーティングが組める機種もあり、収録会場のオーディエンス向けと放送送出用に自由なミキシング・バランス設定が実現できる放送に特化した機種もある。

### 映画 / ポスト・プロダクション用
MA時などでのサウンド・トラック作成にマルチトラック・レコーダーやDAWなどを使用する関係で音楽録音用と構成は近いが、映画作品対応の場合にサラウンド対応のパンポットが必要となるのでミックス・バスの構成が複雑になる。映画スタジオなどでは音声、効果音、音楽で3人程の独立したミキシング・エンジニアが同時に並行作業を行うため、大型で特化された構成のコンソールが映画スタジオ向けに特注されることが多い。Solid State LogicやNeveなどの大型コンソールには音楽録音用の機能以外にも映画用の機能が標準装備されている機種もあるため、音楽と映画で同じプラットホームにおいて同様のオペレーションが可能になっている場合もある。
- 固定設備用 
  - エアモニタ
  - 舞台袖H/Aと多重伝送
  - エレベーターマイクの昇降リモートコントロール
  - 客席内仮設ミキサーからのマスター系リモートコントロール
- PA/SR用可搬型 
  - パネル照明用ランプ
  - 操作面と同一の、上面に設けられた入出力コネクタ
  - マルチコネクタ入力
- 小型汎用 
  - ラックマウント
  - 回転型フェーダー
- 取材 (ENG)、生録音用小型可搬型 
  - DJ用ターンテーブル2台とCD 2台をつなげることを前提に設計されており、2ch - 4chをクロスフェーダーで切り替えるタイプが多い。簡単なエフェクタがついている場合もある。

## 仕様の記述
選定に関して参考にするカタログの記載事項について
- 用途および構成
  - 入力ch数
  - Bus/Group構成
  - 出力系統
  - 入出力コネクタ形状
- ブロックダイアグラム
- レベルダイアグラム
  - ヘッドルーム
- サンプリング周波数、量子化ビット数、内部演算語長
- 入出力の形式およびコネクター
- 各種付加機能
- 外寸、重量、消費電力
- その他

## 特性評価
コンソールの電気的特性を評価するための主要な項目と評価する上で考慮すべき事柄
- 周波数特性
- 位相特性（群遅延特性）
- S/N比（入力換算雑音）
- 歪率
- クロストーク
- 同相除去比
- 入出力間遅延

## 構成別分類
マルチトラック・レコーダーと組み合わせたシステムを構成する上で考慮される分類
- セパレート（スプリット）・モニター
- インライン・モニター
- オール・インプット

## ハードウェア別分類
- フル・アナログ処理
- フル・デジタル処理
- デジタル・アナログのハイブリッド処理
- VCA (Voltage Controled Amplifier) 方式
- 超小型制御モーター方式（ムービング・フェーダー式）
- DAW制御用インターフェース
- パワーアンプ内蔵型
- 電源供給ユニット内蔵型
- コンピューター・オペレーション

## DAWのミキシング機能
デスクトップミュージック (DTM) やデジタルオーディオワークステーション (DAW) で使用されるミキシング機能は、パーソナルコンピュータ内のCPUや専用デジタルシグナルプロセッサ (DSP) による演算処理によって音声のミキシング処理を実現している。 かつては音質や演算速度の点において外部ミキシング・コンソールによるミキシングがDAWより優れていると考えるエンジニアも多かったが、最近ではコンピューターの演算処理能力が著しく高くなりDAW内部ミキシング機能だけでも十分なミキシングが可能になってきているため、予算や収録環境などに合わせて柔軟に使い分けられることも増えている。最近ではミキシング操作などをするための外部コントロール・デバイスが充実してきて、digidesign社のICONやSolid State Logic社AWS 900+のようにDAW操作専用の大型コンソールも各社から開発され主流になってきているため、従来のミキシング・コンソール同様に直感的に操作する事が可能になってきている。

## メーカー・ブランド
- Allen & Heath（英語版）
- AMS Neve
- Audient（英語版）
- Automated Processes Inc. (API)
- Avid
- DiGiCo（英語版）
- Digidesign
- Euphonix（英語版）
- Focusrite（英語版）
- Harrison Audio Consoles（英語版）
- Mackie
- Midas（英語版）
- Neve Electronics
- PreSonus（英語版）
- Solid State Logic (SSL)
- Soundcraft（英語版）
- Studer（英語版）
- Trident Studios（英語版）
- ヤマハ

## 関連機材
- マイクロフォン
- エフェクター
- キュー・ボックス
- スピーカー
- マルチトラック・レコーダー
- デジタル・オーディオ・ワークステーション (DAW)